# Старі Кодаки
Старі Кодаки — село в Україні, в Новоолександрівській сільській громаді Дніпровського району Дніпропетровської області. Населення за переписом 2001 року становило 1619 осіб.

## Географія
Село Старі Кодаки розміщене на правому березі річки Дніпро. Навпроти починалися дніпровські пороги — Кодацький поріг. Село межує на півночі з районом Дніпра Лоцманська Кам'янка (Лоцкам'янка) — старовинним містечком козаків-лоцманів дніпровських порогів. Відмежовує Старі Кодаки й Лоцкам'янку балка Сажівка або Кодацька. На заході — територія міжнародного аеропорту «Дніпро». На півдні — німецьке село Ямбург (зараз Дніпрове). На сході — річка Дніпро і за нею село Любимівка.

## Назва
Татарською мовою Кодак означає «поселення на горі».
За Російської імперії вживалася назва Кайдаки, яка  на думку дослідника В.М. Стецюка, етимологічно пов'язана з давніми булгарами й інтерпретується перекладом з чуваської мови булгарської групи, - кай "рости, розвиватися" й тăкă "багатий, заможний".

## Археологія
Поблизу села Старі Кодаки виявлено палеолітичну стоянку (понад 40 тис. років тому) мустьєрської культури. У кургані «Сторожова Могила» розкопано рештки найдавнішої в Східній Європі гарби ямної культури.
Біля Старих Кодак виявлено рештки слов'янського поселення періоду Київської Русі.

## Історія

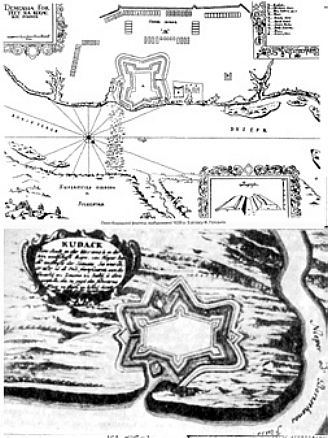
Плани Кодацької фортеці Ф.Гетканта (верхній) та Ґ.Боплана (нижній), XVII ст.

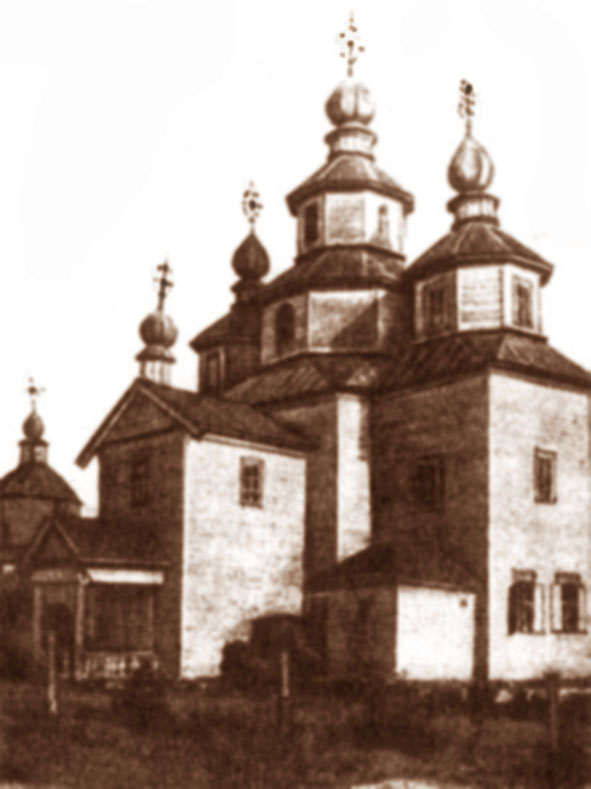
Архангело-Михайлівський храм

Старі Кодаки — є продовження історії фортеці Кодак, побудованої поляками у 1635 році.
Після підписання польсько-російського мирного договору 1634 року (Поляновський мир) першим укріпленим пунктом, що мав обмежити діяльність запорізького козацтва, мала стати фортеця Кодак, збудована на високому кам'янистому правому березі Дніпра. Її будівництво мало на меті встановлення контролю над запорізьким козацтвом та ізоляцію Запорозької Січі. Ініціатором будівництва Кодака був Станіслав Конєцпольський, відповідне рішення ухвалив польський сейм у лютому 1635 року. Того ж року почалося будівництво фортеці над першим дніпровським порогом навпроти гирла р. Самари.
У історичних джерелах та історіографії побутує думка, що роботами керував Ґійом Левассер де Боплан, проте є підстави вважати, що будівничим фортеці був її майбутній комендант Ж. Маріон. На той час це був невеликий земляний форт, що являв собою чотирикутник, оточений ровом і валом із двома напівбастіонами з півдня, який мав гарнізон у кількості 200 драгун.
У ніч з 17 на 18 серпня 1635 року козацький загін під проводом Івана Сулими взяв Кодацьку фортецю штурмом, фортецю було частково зруйновано.
У 1636 році польським сеймом було прийняте рішення про відбудову Кодацької фортеці, однак через брак коштів будівництво завершилося лише у серпні 1639 року. Автором був німецький (шведський) інженер Фрідріх Ґеткант (Фредерік Гектант). Нову фортецю було споруджено за всіма вимогами ново-голландської фортифікаційної системи. Тепер Кодак мав більші розміри у порівнянні із першим. Ширина підошви валу становила 48 м, висота — 14 м, глибина рову сягала 22 м, ширина по дну — 20 м, у верхній частині — 32 м. Комендантом став племінник С.Конєцпольського Адам Конєцпольський. Поблизу фортеці осів невеликий посад, що нараховував близько 60 будинків із базаром.
На початку Визвольної війни 1648—1657 років Кодак залишився опорним пунктом польських військ у Надпоріжжі, проте у травні 1648 року його було обкладено збірним козацьким полком під керівництвом полковника Максима Нестеренка. Після чотиримісячної облоги, 27 вересня 1648 року польський гарнізон здався на умовах почесної капітуляції.
У наступному Кодак перейшов під особисте гетьманське управління та використовувався як тилова база козацького війська із залогою у 400 чоловік.
Запорожці полюбляли Старий Кодак й дорогували їм, як святинею, що нагадував їм Київ та Межигір'я.
Близько 1656 року Кодак перейшов до володінь Запорозької Січі. У Кодаку з'являється берегова сторожа — артіль дніпровських лоцманів. До берегової сторожі переводиться з Запорозької Січі похідна церква Св. Архістратига Михайла й ієромонах з Межигірського монастиря . Приблизно тоді ж Кодак згадується як місто: «…в місті Старий Кайдак замість пересувної, похідної, усердям запорізького козацтва влаштовано постійну непорушну дерев'яну церкву Архистратига Михаїла…», — говориться в одному з історичних нарисів.
Згодом Кодак став місцем збору московських та козацьких військ, а також тиловою базою під час московсько-турецьких воєн. Чудову місцевість Кодаку оглядали видатні московити: Голіцин, Леонтьєв, Бутурлін, Глєбов й Самарін, а 1699 року й сам московський цар Петро І-ий.
З 1707 роком пов'язане перебування у Кодаку Кіндратія Булавіна із загоном донських козаків. Згодом він облаштував військове поселення на зразок Січі на лівому березі Дніпра в усті Вороної річки коло Звонецького порогу.
На початку XVIII століття Кодак було частково відновлено, але в 1711 році, після невдалого для Петра I Прутського походу, за умовами Прутської угоди фортецю разом з іншими російськими укріпленнями було зруйновано. Однак мешканці продовжували жити в посаді поблизу руїн фортеці.
У 1720-х роках татари захопили місто, спаливши його і розігнавши мешканців. Відтоді Кодак вже ніколи не відроджувався як фортеця і занепав як населений пункт, навіть не ставши центром адміністративно-територіальної одиниці — паланки.
За російської цариці Анни Іванівни й повернення запорожців з Олешек назад у Запорожжя у Кодаках оселилися прибульці з Гетманщини. 1748 року, за благословінням митрополита Київського й Галицького Тимофія Щербацького у Старому Кодаці замість похідної церкви побудований нерухомий храм. В середині XVIII століття Старі Кодаки перетворюються на село. У 1760 році до (Нового) Кодака було переведене Старокодацьке духовне правління.
На 1768 рік у Старому Кодаці мешкало 1015 душ й було 50 дворових садиб й 32 бездворових садиб парафіян; тут служило 3 священника: Тимофій Феодоров, Вукол Лук'янов й Стефан Ієрофєєв. Священників не вистачало на численне населення Старого Кодака, чисельних хуторів й зимівниках запорожців, що оселеилися довкола й полонених волохів, яких привели козаки 1770 року з Очакова й оселили довкола Старого Кодаку у теперішньому Волошському. Зі скасуванням Запорозького Кошу у 1775 році багато козаків оселилися у Старому Кодаці.
Близько 1780 року Архангело-Михайлівська церква почала протікати. Вона була розташована поза селом й у дощову пору навколо неї утворювалися глибокі яри, тому церква запустіла. На прохання селян, дозволу на будівництво нового храму, Слов'янське духовне правління запропонувало збудувати храм у сусідній Кам'янці, де переселялося чимало старокодакців й вже було 30 дворових садиб; там були доступні поставки лісу, а влітку кілька сот робітників. Проте сільська громада погодилася тільки на будівництво нового Михайлівського храму у центрі Старого Кодаку, а стару церкву розібрати, поладнати й відправити до Кам'янки. Новий храм був закінчений у 1785 році.
У 1818 році до Михайлівського храму було добудовано дзвіницю.
На 1859 рік Старі Кодаки було державним селом. Тут було 118 подвір'їв, 1 православна церква й мешкало 754 особи.
У 1940 році на місці Кодацької фортеці більшовицькими окупантами було влаштовано гранітний кар'єр, що практично повністю її знищив. До наших днів дійшли тільки земляні вали північної частини фортеці й озеро, що залишилося після затоплення кар'єру.

## Населення

### Мова
Розподіл населення за рідною мовою за даними перепису 2001 року:
| Мова                | Відсоток |
| ------------------- | -------- |
| українська          | 85,5%    |
| російська           | 14%      |
| інші/не визначилися | 0,5%     |

## Архітектура
Залишки польської (1635—1648) і козацької фортеці (1648—1711) Кодак у південній частині села (два бастіони); пам'ятний знак на честь взяття Кодака козацькими військами у 1648 році; кладовище кінця XVIII — першої половини XIX ст.
- Фотоальбом Кодацької фортеці

## Археологія

### Давньокам'яна доба
1932 року Аркадієм Вікторовичем Добровольським була досліджена стоянка мустьєрської культури у балці Нижня Сажавка (або Сажівка). У 1934-35 роках стоянку детальніше досліджував Т. Т. Тесля. Цій стоянці присвячено багато праць, проте артефакти збереглися тільки у приватній колекції.

### Кодацька фортеця
Перші археологічні обстеження Кодацької фортеці проводилися Дмитром Яворницьким на початку XX століття. У роки радянської влади пам'ятка не досліджувалася і більше ніж на дві третини була знищена Кодацьким гранітним кар'єром. У 1990 році археологічною експедицією ДДУ під керівництвом проф. І. Ф. Ковальової (виконавці робіт — А. В. Андросов, С. Є. Мухопад, В. М. Шалобудов) було проведене шурфування збереженої території фортеці та її посаду, яке встановило наявність культурного шару козацької доби.

Наприкінці осені 2011 року археологами ДНУ імені Олеся Гончара було відновлено археологічні дослідження посаду фортеці Старого Кодака. За результатами шурфування довелося констатувати майже тотальне знищення культурного шару у безпосередній близкості до фортеці внаслідок неконтрольованої забудови прилеглих площ. У той же час було зроблене значне відкриття — знайдено залишки Свято-Архангело-Михайлівської церкви, знищеної у 1937 році..

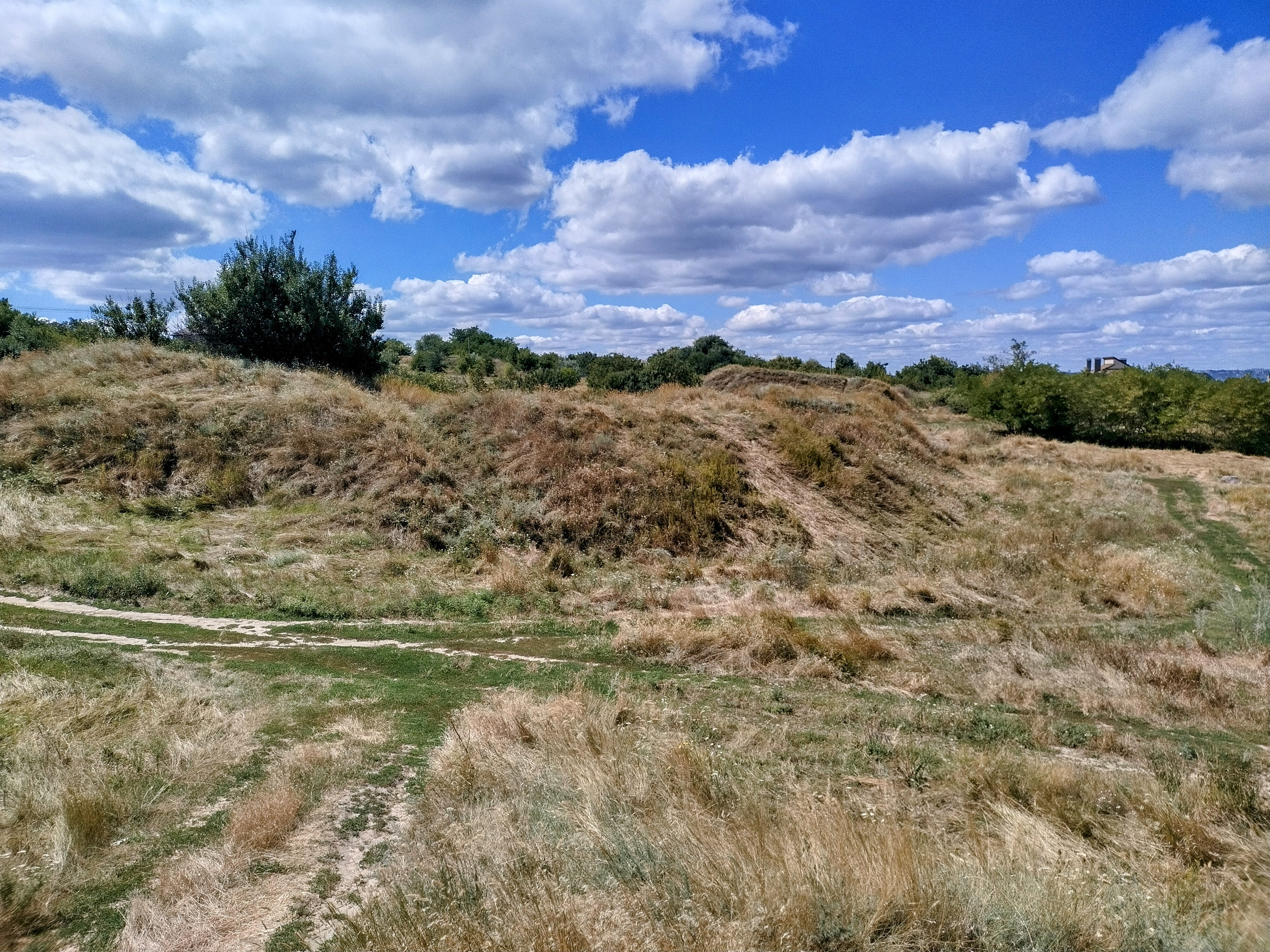
Земляні вали
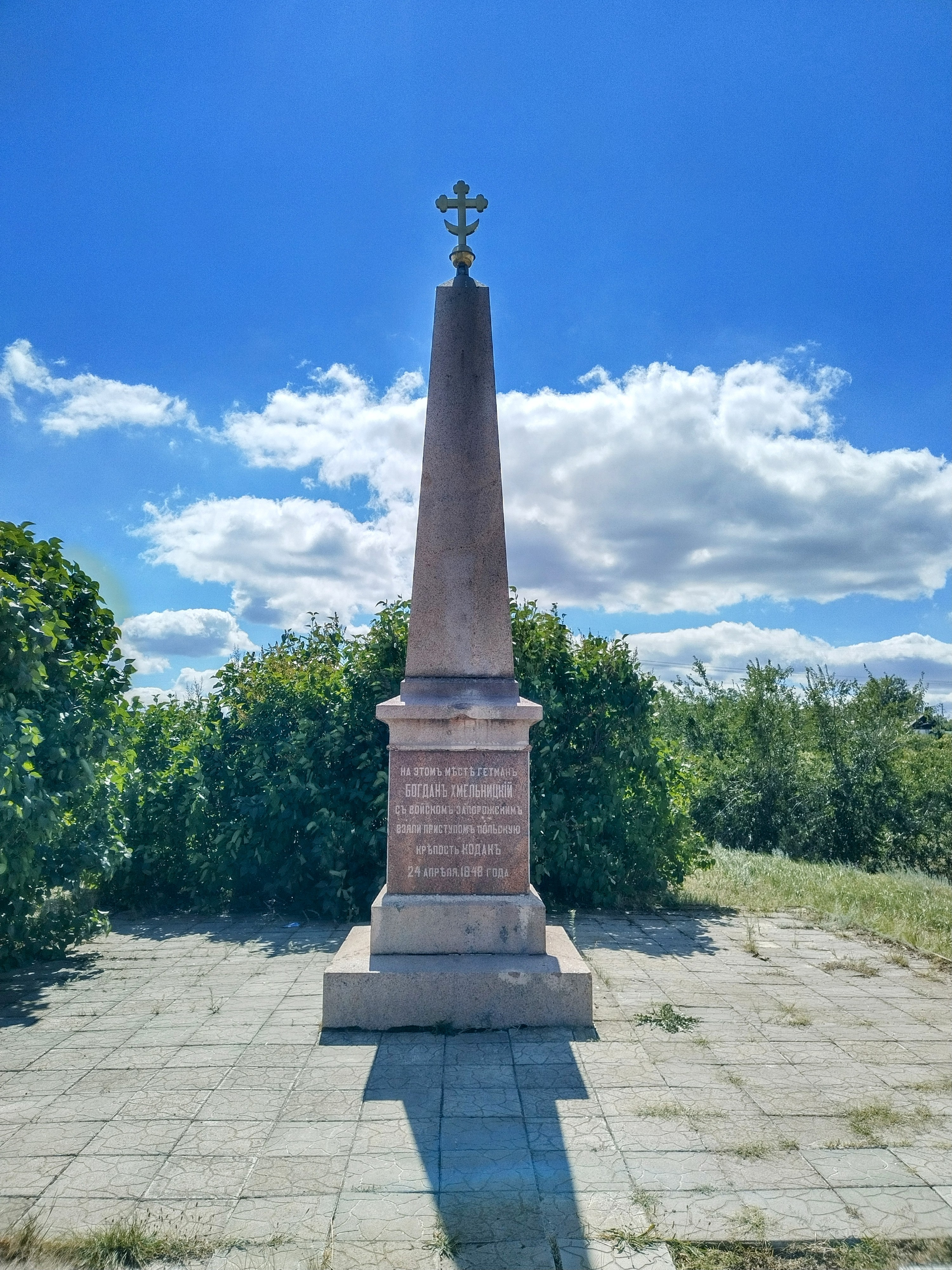
Пам'ятний знак
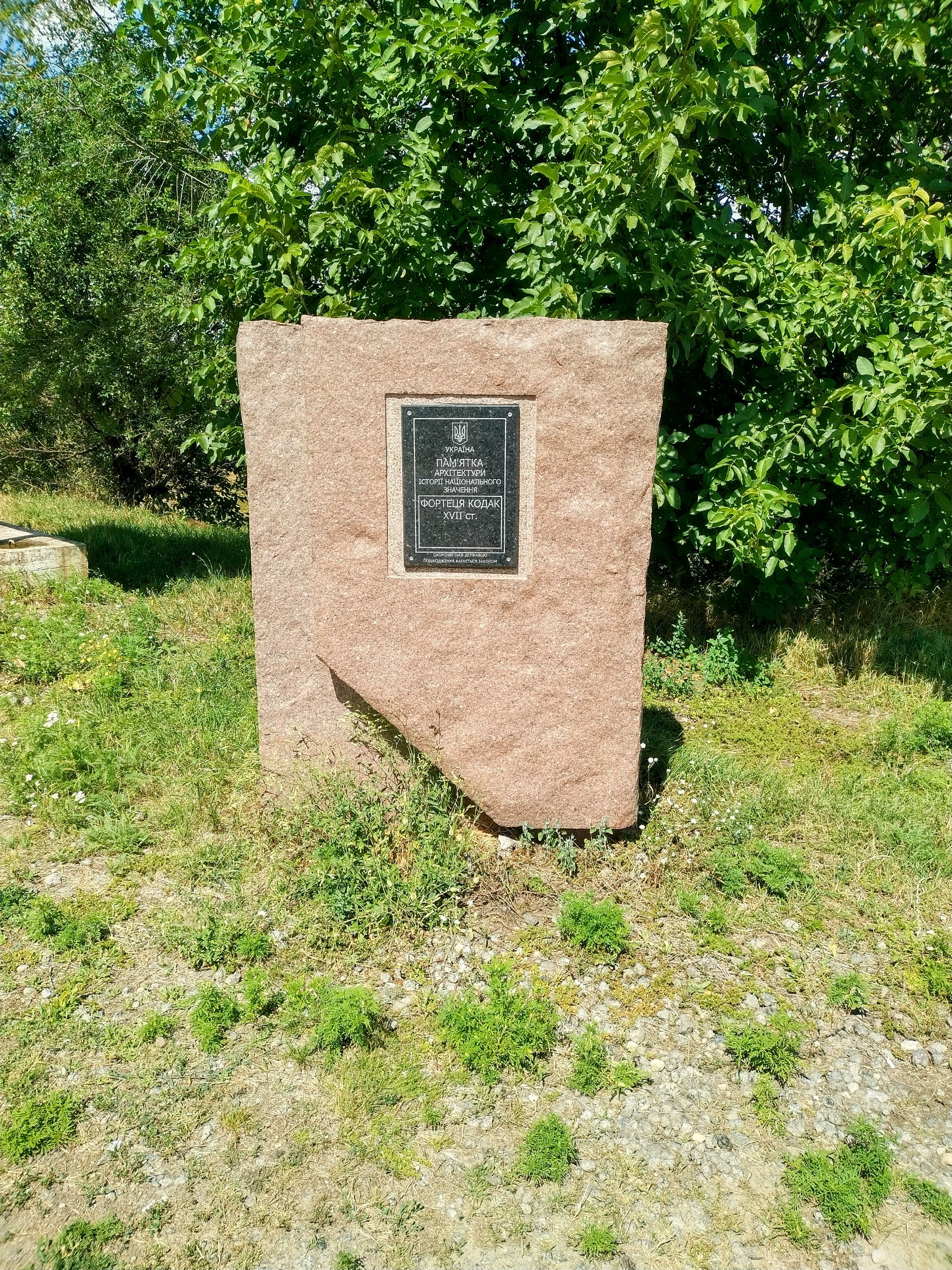
Охоронна дошка

## Економіка
- Старокодацький гранітний кар'єр.

## Об'єкти соціальної сфери
- Старокодацька гімназія.
- Будинок культури.
- Амбулаторія.
- Дитячий садок

## Галерея

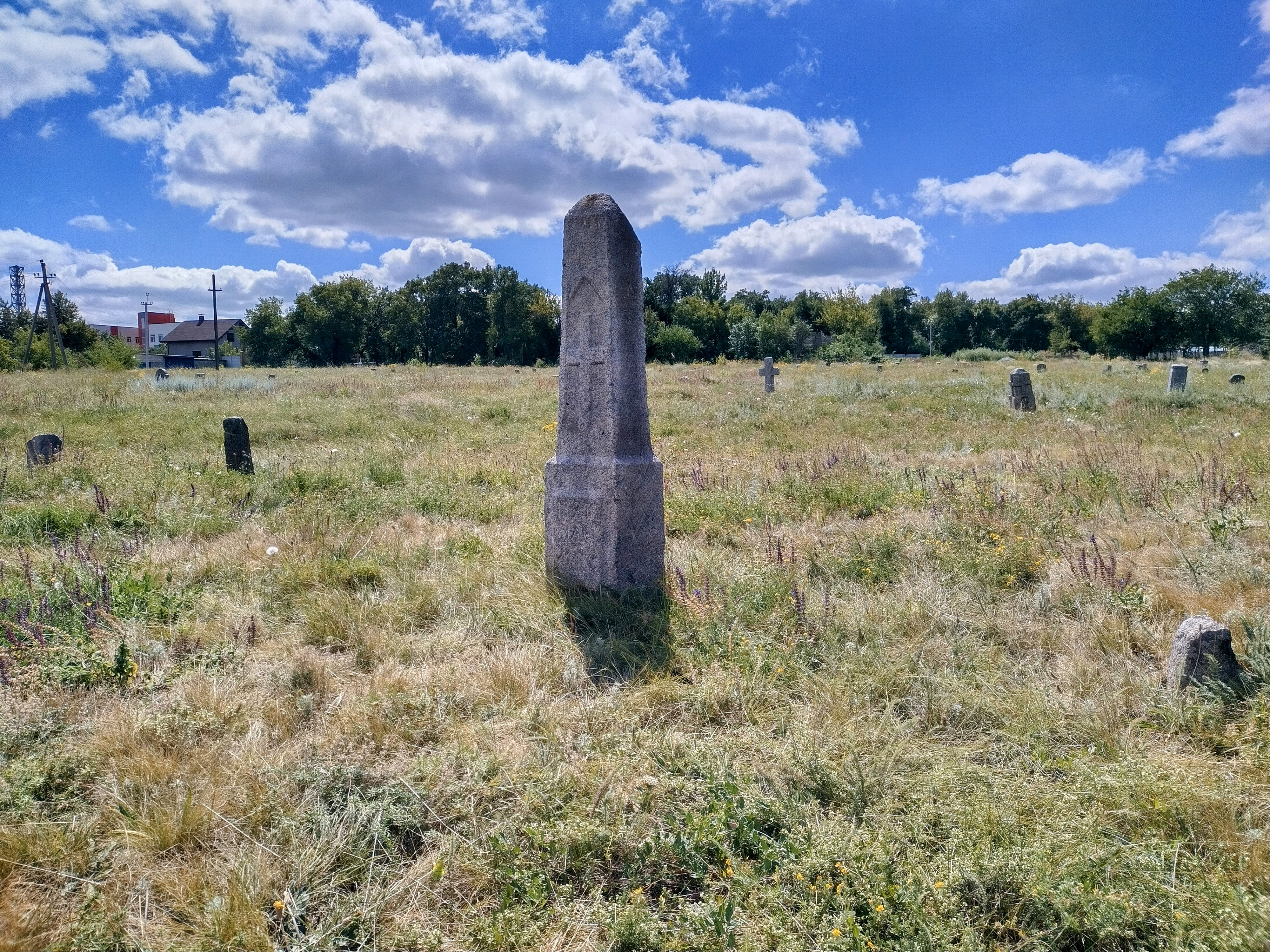
Кодацький некрополь
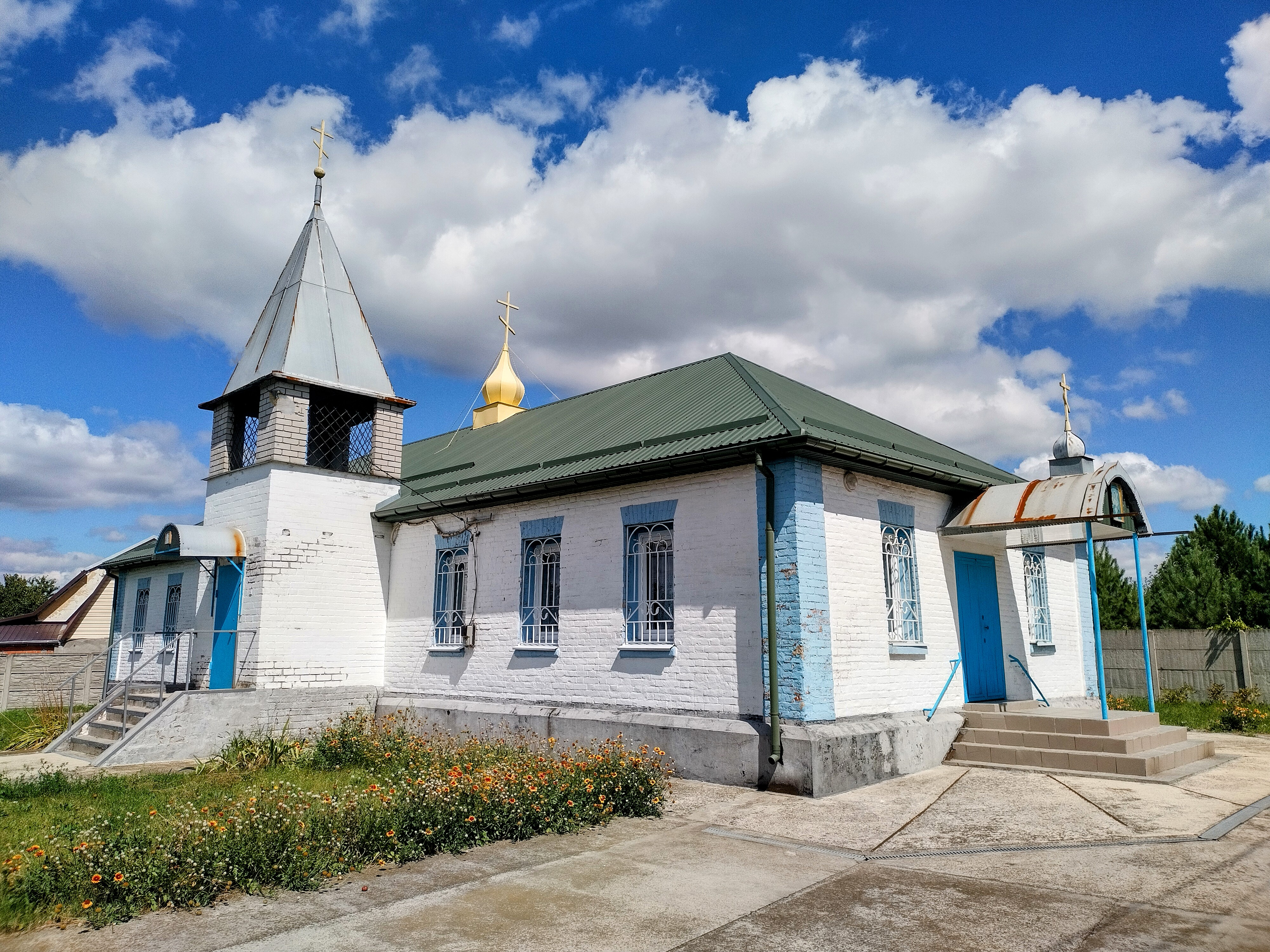
Церква Святого Архистратига Михаїла
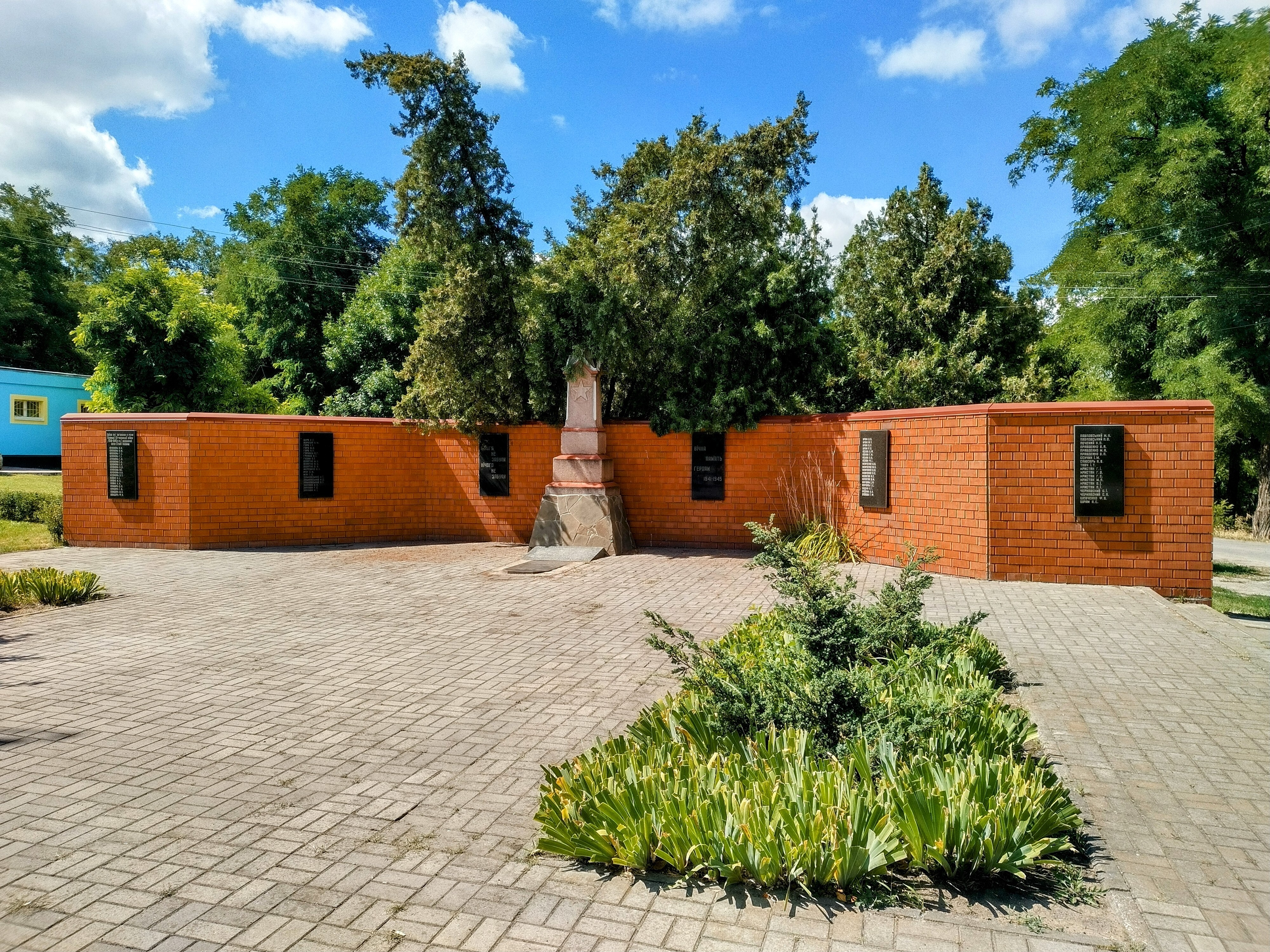
Військовий меморіал
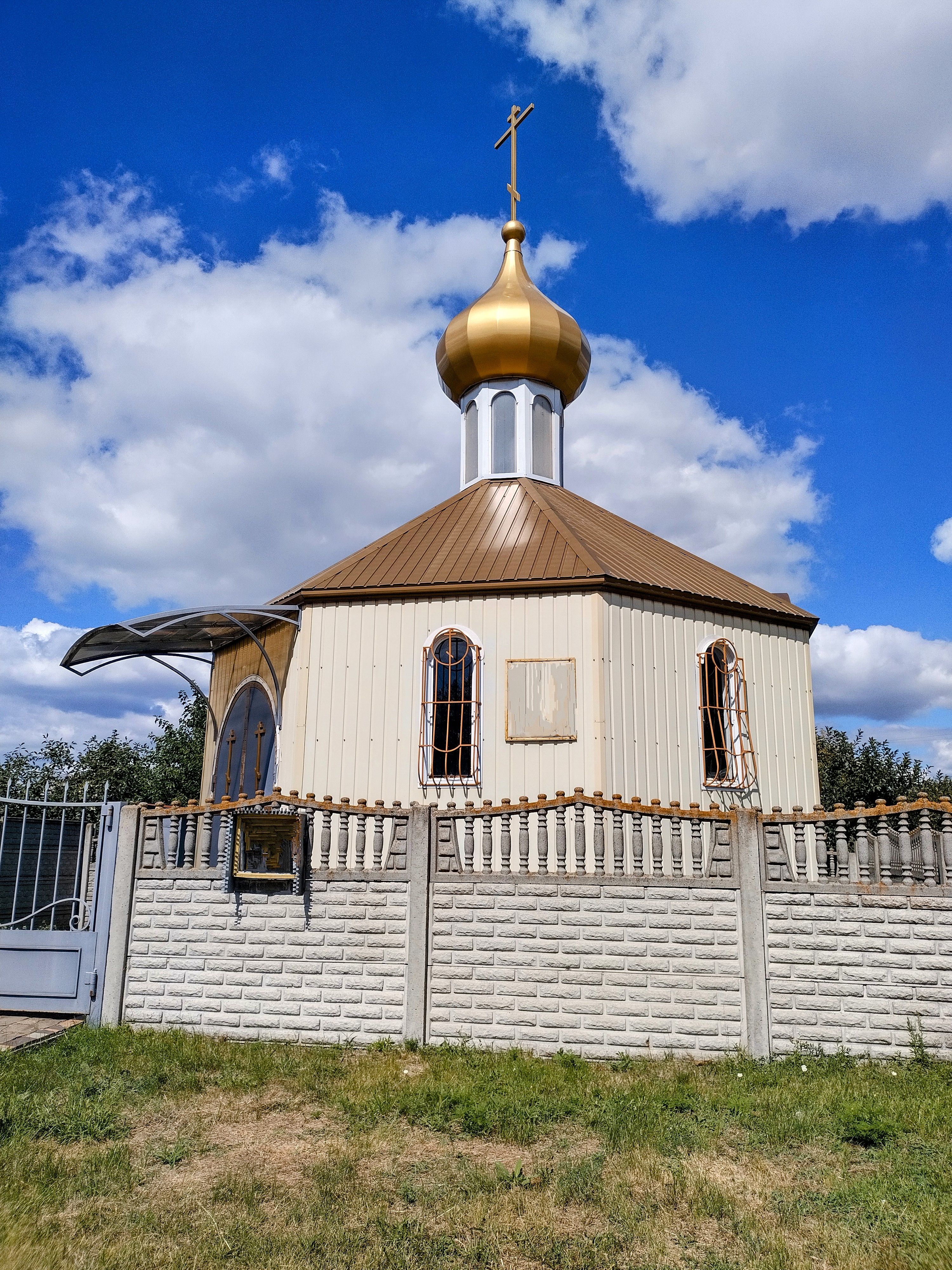
Каплиця Святого Архистратига Михаїла